# Korsimoro
Korsimoro ist sowohl eine Gemeinde (französisch commune rurale) als auch ein dasselbe Gebiet umfassendes Departement im westafrikanischen Staat Burkina Faso, in der Region Centre-Nord und der Provinz Sanmatenga. Die Gemeinde hat in 30 Dörfern und sechs Sektoren des Hauptortes 46.907 Einwohner, in der Mehrzahl Mossi und Fulbe.